# 420 (Cannabis-Kultur)
420, 4:20,  4/20 oder 420 Blaze It (Aussprache: four-twenty) ist ein gebräuchliches Codewort für den Konsum von Cannabis und wird häufig für die Identifizierung mit der Cannabis-Kultur verwendet. Ausgehend von der Zahl 420 wird um 4:20 pm Cannabis geraucht und es werden am 20. April (im US-Datumsformat 4/20) diverse Festlichkeiten veranstaltet.

## Ursprung
Eine Gruppe in San Rafael, Kalifornien, die sich selbst „The Waldos“ nannte, benutzte den Begriff im Zusammenhang mit dem Plan, im Herbst 1971 nach einer aufgegebenen Cannabis-Plantage zu suchen. Nachdem die Mitglieder der Gruppierung in den Besitz einer Schatzkarte des ursprünglichen Anbauers gelangt waren, machten sie eine Statue von Louis Pasteur auf dem Gelände der San Rafael High School als Ort und 4:20 nachmittags (16:20 Uhr) als Zeit für ihr Treffen aus. Die Waldos gaben daher ihrem Plan den Codenamen „4:20 Louis“. Nach mehreren fehlgeschlagenen Versuchen, die Plantage zu finden, wurde diese Phrase später zu „4:20“ abgekürzt und entwickelte sich schließlich zu einem allgemeinen Codewort für das Rauchen von Marihuana. Mike Edison behauptet, dass Steven Hager bei der Zeitschrift High Times dafür verantwortlich war, dass diese Geschichte über die Waldos zu ihren „Kult-ähnlichen Extremen“ geführt und alle anderen Geschichten über den Ursprung des Begriffes „unterdrückt“ wurden.
Hager schrieb einen Artikel, in dem er 4:20 Uhr als die gesellschaftlich akzeptierte Tageszeit für den Cannabiskonsum forderte. Er schreibt die frühe Verbreitung des Begriffes den Anhängern der Deadheads zu, die ebenfalls Bezüge zur Stadt San Rafael aufweisen.

## Veranstaltungen am 20. April

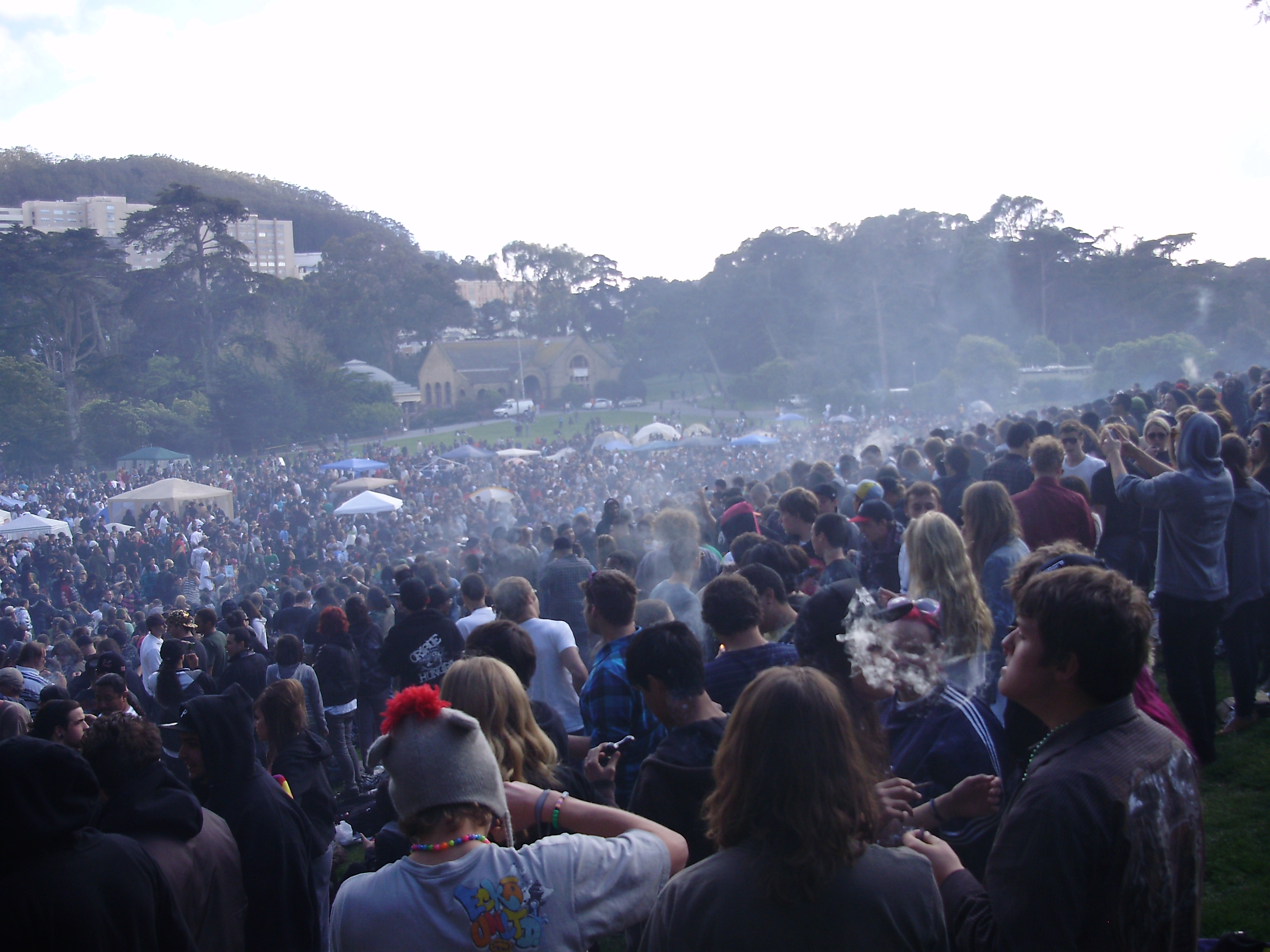
Hippie Hill im Golden Gate Park am 20. April 2010

Der 20. April wurde in Nordamerika ein inoffizieller Feiertag der Gegenkultur, an dem sich Menschen zum gemeinsamen Cannabiskonsum treffen und diesen feiern. Einige dieser Veranstaltungen haben einen politischen Charakter und fordern die Legalisierung von Cannabis.
Feierlichkeiten in Nordamerika fanden unter anderem am „Hippie Hill“ im Golden Gate Park in San Francisco, auf dem Boulder-Campus der Universität von Colorado, am Parliament Hill in Ottawa, im Major’s Hill Park in Montreal, am Mount-Royal-Denkmal in Edmonton, am Alberta Legislature Building in Alberta und am Sunset Beach in Vancouver statt. Die wachsenden Ausmaße der inoffiziellen Veranstaltungen an der Universität von Santa Cruz sorgten dafür, dass der Vizekanzler für Studentenangelegenheiten sich 2009 per E-Mail an die Eltern der Studenten wandte, in der er das Wachstum als besorgniserregend für die Universität und die umgebende Gemeinde bezeichnete. Auch in Neuseeland fanden an der University of Otago in Dunedin Veranstaltungen statt.
Im Jahr 2017 fand in Deutschland eine Veranstaltung im Görlitzer Park, Berlin, statt. Seitdem gibt es deutschlandweit Veranstaltungen zum Thema, darunter den 420 Day.

## Auswirkungen
Verkehrsschilder mit der Aufschrift „420“ werden in den USA vermehrt gestohlen. In Colorado hat die Straßenverwaltung, um diese Diebstähle zu verhindern, den Meilenstein 420 an der I-70 östlich von Denver durch einen mit der Aufschrift „419.99“ ersetzt. In Idaho wurde die Beschriftung von Stein 420 am Highway 95 durch „419.9“ ersetzt. Im Goodhue County in Minnesota änderte die Stadtverwaltung die Straßenschilder der „420 St“ zu „42x St“. Das 2016–2024 erschienene deutschsprachige Cannabismagazin Highway wurde vom Verlag „Four Twenty Solutions GmbH“ herausgegeben.